# Hellertown
Hellertown es un borough ubicado en el condado de Northampton en el estado estadounidense de Pensilvania. En el año 2000 tenía una población de 5.606 habitantes y una densidad poblacional de 1,614.2 personas por km².

## Geografía
Hellertown se encuentra ubicado en las coordenadas 40°35′03″N 75°20′17″O / 40.58417, -75.33806.

## Demografía
Según la Oficina del Censo en 2000 los ingresos medios por hogar en la localidad eran de $39,651 y los ingresos medios por familia eran $49,604. Los hombres tenían unos ingresos medios de $37,935 frente a los $26,322 para las mujeres. La renta per cápita para la localidad era de $20,119. Alrededor del 4.6% de la población estaba por debajo del umbral de pobreza.